# シャウナ・ブラウン
シャウナ・ブラウン（英：Shaunagh Brown、1990年3月15日 - ）は、イングランドの女子ラグビーユニオン選手、元ハンマー投選手。

## プロフィール
- イングランド・ロンドンケニントン出身[1]。
- ポジションはプロップ（PR）、フランカー（FL）。
- 身長 178cm、体重 95kg
- 女子イングランド代表キャップは27（2022年11月現在）。

## 略歴
2013年、英国陸上競技選手権大会ハンマー投の部で優勝を果たした。
その後25歳からラグビーを始めた。2022年、ラグビーワールドカップ2021の女子イングランド代表に選ばれて、レッド・ローズ2大会連続準優勝に貢献。